# 釋褐試
釋褐試又稱關試，是中國隋代與唐代科舉考試制度的一種。「釋褐」的「褐」是指平民穿的粗布衣服，「釋褐」即褪去平民衣服換上官服，「釋褐」又稱「解褐」；因常在春季舉行，由禮部關吏部，又稱「春關」。唐代士子通過禮部明經、進士等科舉舉拔，僅取得任官的資格，還需經過吏部所舉辦的銓選試，凡擇人之法有四：一曰身，體貌豐偉；二曰言，言辭辯正；三曰書，楷法遒美；四曰判，文理優長。四事皆可取，則先德行；德均以才，才均以勞。得者為留，不得者為放。順利通過後由尚書旨授，給予「告書」，有些人未能通過吏部銓選試釋褐授官，甚至有出身廿年而未獲錄用者。
如韓愈則三次銓選試均未通過，又三次上書宰相求官未成，最終離開長安至河南宣武軍節度使董晉麾下擔任幕僚，後經董晉推薦，方以祕書省校書郎出仕。